# Bíblia Kennicott

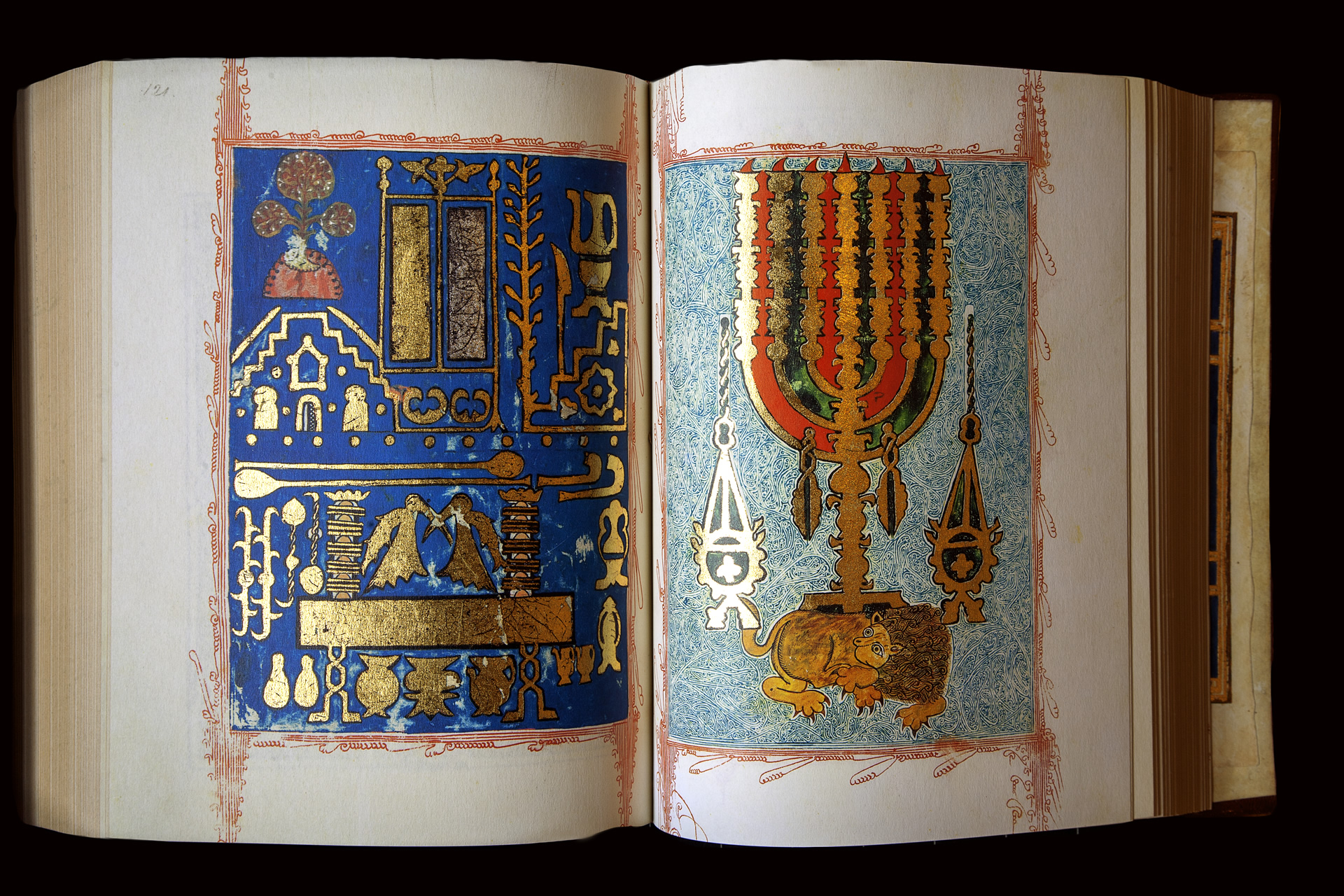
Duas das páginas completamente ilustradas da Bíblia Kennicott numa edição fac-símile

A Bíblia de Kennicott, por vezes denominada a primeira Bíblia de Kennicott, é uma cópia manuscrita da Bíblia hebraica escrita na cidade da Corunha em 1476, sendo uma das iluminuras mais refinadas que se conhecem em língua hebraica. É considerada como uma das obras primas da ilustração medieval,  e como o manuscrito sefardita mais luxuosamente ilustrado do século XV. O manuscrito foi redigido na cidade da Corunha pelo calígrafo Moisés Ibn Zabarah e ilustrado por José ibne Haim, tendo sido descoberto no Século XVIII. É considerado por alguns especialistas, como o historiador Carlos Barros, o manuscrito religioso mais importante da Idade Média galega.
O manuscrito recebeu o seu nome de Benjamin Kennicott, um cónego da catedral da Igreja de Cristo de Oxford, Inglaterra, que comprou o manuscrito da Biblioteca Radcliffe, de onde foi transferido à Biblioteca Bodleian em 1872.
Um dos aspectos mais destacados do exemplar é a estreita colaboração demonstrada entre o autor do texto e o ilustrador, algo poucas vezes conseguido neste tipo de trabalho, segundo o historiador da cultura judia Cecil Roth.

## Contexto histórico

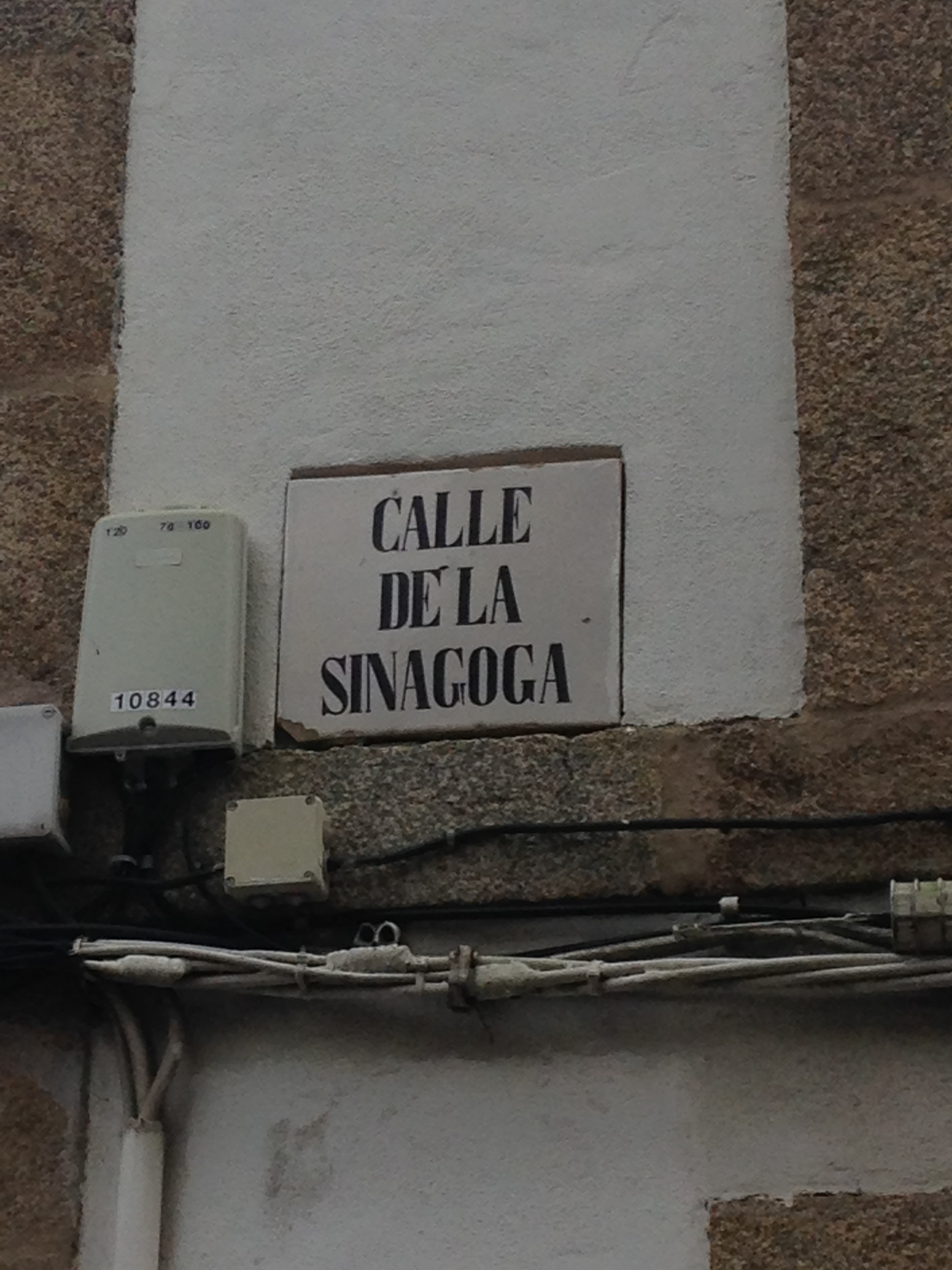
A rua da Sinagoga, na cidade velha da Corunha, é um dos numerosos elementos da cidade que lembram a presença judia na mesma

Não se conhece ao certo quando  os primeiros judeus chegaram e se estabeleceram na cidade da Corunha, mas o primeiro documento da presença hebraica data de 1375. A judiaria corunhesa foi medrando rapidamente ao longo da Baixa Idade Média. Pensa-se que depois das perseguições que o povo judeu sofreu em Castela, um grande número de pessoas judias se refugiou na Galiza em geral, e na cidade herculina em particular. Sabe-se que a comunidade judia corunhesa comerciava com Castela e Aragão, e que em 1451 contribuíram ao resgate da judiaria de Múrcia com uma elevada soma de dinheiro, o que poderia demonstrar a prosperidade da comunidade.
A chamada Bíblia de Kennicott foi redigida na cidade da Corunha em 1476, pouco antes da expulsão dos judeus de Espanha Na época, a cidade herculina contava com uma próspera comunidade judia que, segundo Cecil Roth, era uma das comunidades hebraicas mais ricas da península Ibérica, possuindo várias bíblias em hebreu, entre as quais cita a Bíblia de Cervera.  Além da prosperidade económica, a comunidade judia herculina tinha uma relevante atividade cultural, destacando a maior escola de ilustradores judeus da Europa, entre os que salientou em meados do século XV Abrahán ibne Haim, que era considerado o mestre mais distinguido do continente na arte de misturar cores para iluminurar manuscritos e que realizou um dos livros mais empregados na Europa a finais da Idade Média e nos inícios do Renascimento, o Tratado dele arte de mistura cores. A fama dos artistas de ilustradores corunheses fica patente na obra de Roth The Jews in the Renaissance, na que cita os judeus conhecidos mais importantes nesta arte na Europa, se bem explica:
| “            | Desgraçadamente o trabalho destes artistas (os judeus de iluminuras de manuscritos) ficou en geral anónima em Itália. Conhecemos alguns ilustradores espanhóis desta época, como José ibne Haim, que produziu a soada Bíblia Kennicott, da Universidade de Oxford; e alguns alemães muito competentes, como Joel ben Simon, autor de belos códices. | ” |
| — Cecil Roth | |   |

Apesar disto é preciso assinalar que não se conhece a existência de tradição anterior no que se refere às iluminuras de textos hebreus na Galiza, pelo que a Bíblia Kennicott não pode atribuir-se a uma escola em concreto, senão que segundo Kogman-Appel trata-se de um fenómeno isolado.
Poucos anos depois da realização da Bíblia, em 1492, os Reis Católicos assinaram em Granada o chamado Decreto de Alhambra, que obrigou as pessoas que professarem a religião judia a abandonar o reino ou a converter-se ao cristianismo. Este facto provocou o exílio de muitas famílias hebraicas, a muitas das cales se lhes perdeu a pista, como no caso da família Haim, cujo apelido aparece em diferentes partes da Europa, em Turquia e em Palestina, ainda que se desconhece se se trata de descendentes dos ilustradores corunheses, ou se estes morreram na Corunha ou marcharam de Espanha.

## História

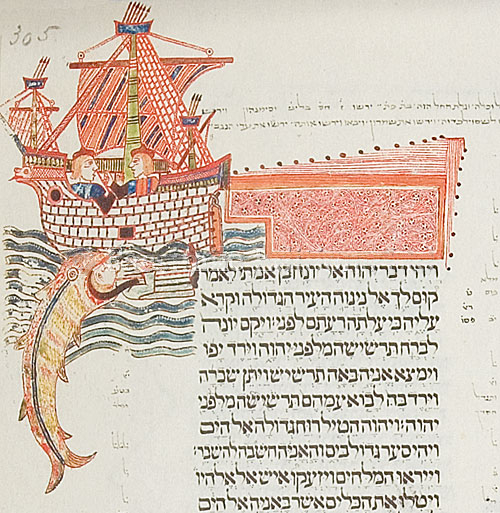
Folio 305r da Bíblia Kennicott

Em 1476 Isaac, um prateiro judeu da Corunha filho de Salomão de Braga, encarregou uma bíblia ilustrada ao escreva Moisés Ibn Zabarah, quem viveu na cidade herculina junto com a sua família por conta do seu patrão durante os dez meses que se prolongou o seu trabalho escrevendo dois folios diários. Por sua parte, o trabalho de iluminura do manuscrito foi encomendado a José ibne Haim, um dos poucos iluminuradores dos que se lembra o nome e do que só se tem constância de que assinara esta obra. Segundo o catedrático Cecil Roth, o encargo da bíblia pôde ter sido motivado pela presença na cidade herculina da chamada Bíblia de Cervera, que era propriedade da família judia corunhesa Mordechai quando menos desde 1375; o historiador britânico sugeriu:
| “ | na segunda metade do século XV, Isaac, filho de Don Salomão de Braga, teria visto e ambiciona. Sendo incapaz de adquiri-la, teria encarregado outro códice com ainda mais ricas ilustrações e seguindo as suas mesmas directrizes, a dois artistas excepcionalmente competentes. | ” |

A presença da Bíblia catalã na Corunha demonstra-se pela anotação do registo de nascimento na cidade herculina de Samuel, filho de Mordechai, no seu folio 450v. Outro nascimento, desta volta de Judá Ibn Mordechai, registado no folio 451v, seguramente é da mesma família. Não se pode assegurar que a Bíblia de Cervera permanecesse na cidade quando Isaac encarregou a Bíblia Kennicott, mas parece possível que ainda permanecesse na Corunha 37 anos depois, quando Isaac de Braga poderia tê-la visto e encarregado um exemplar similar.
Conhece-se a data exacta e o lugar de finalização da bíblia e a identidade de quem a mandou realizar da mão do próprio calígrafo, que num comprido cólofon (folio 438r) afirma que rematou o trabalho "na cidade da Corunha, na província da Galiza no noroeste de Espanha, na quarta-feira dia terceiro do mês de Ab no ano 5236 da Criação", isto é o 24 de julho de 1476, e afirma ser o único responsável pelo texto completo dos 24 livros da Bíblia: copiou uma, acrescentou as notas de vocalização, escreveu todas as notas do massorah e contrastou-a com um exemplar exacto da bíblia, corrigindo o seu texto. Ibn Zabarah declara também no cólofon que a escreveu para o:
| “ | ... admirável novo Isaac, filho do falecido, honorável e querido Don Salomão de Braga (que descanse em paz a sua alma no jardim do Éden) | ” |

A assinatura em 1492 do Decreto da Alhambra, que obrigava a abandonar os territórios das coroas de Castela e Aragão ou converter-se ao cristianismo, fez com que Isaac de Braga tivesse que abandonar Espanha, se bem provavelmente não teve que deixar o país rapidamente já que levou a bíblia com ele. Para proteger o manuscrito encarregou um estojo para o seu transporte que podia ser fechado com chave, levando o nome em hebreu Yzahak. As referências a este estojo são as últimas referências que se têm do exemplar em mãos judias, perdendo-se a sua pista durante quase 300 anos, e o último que se sabe do seu proprietário é que abandonou a cidade da Corunha em 1493 por mar com a ajuda de armadores e oficiais reais, levando junto com a Bíblia uns 2 500 000 Maravedis. Contudo, pode traçar-se um possível percurso desde a cidade herculina para o norte de África, e finalmente a Gibraltar, onde seria adquirida pelo comerciante escocês Patrick Chalmers.

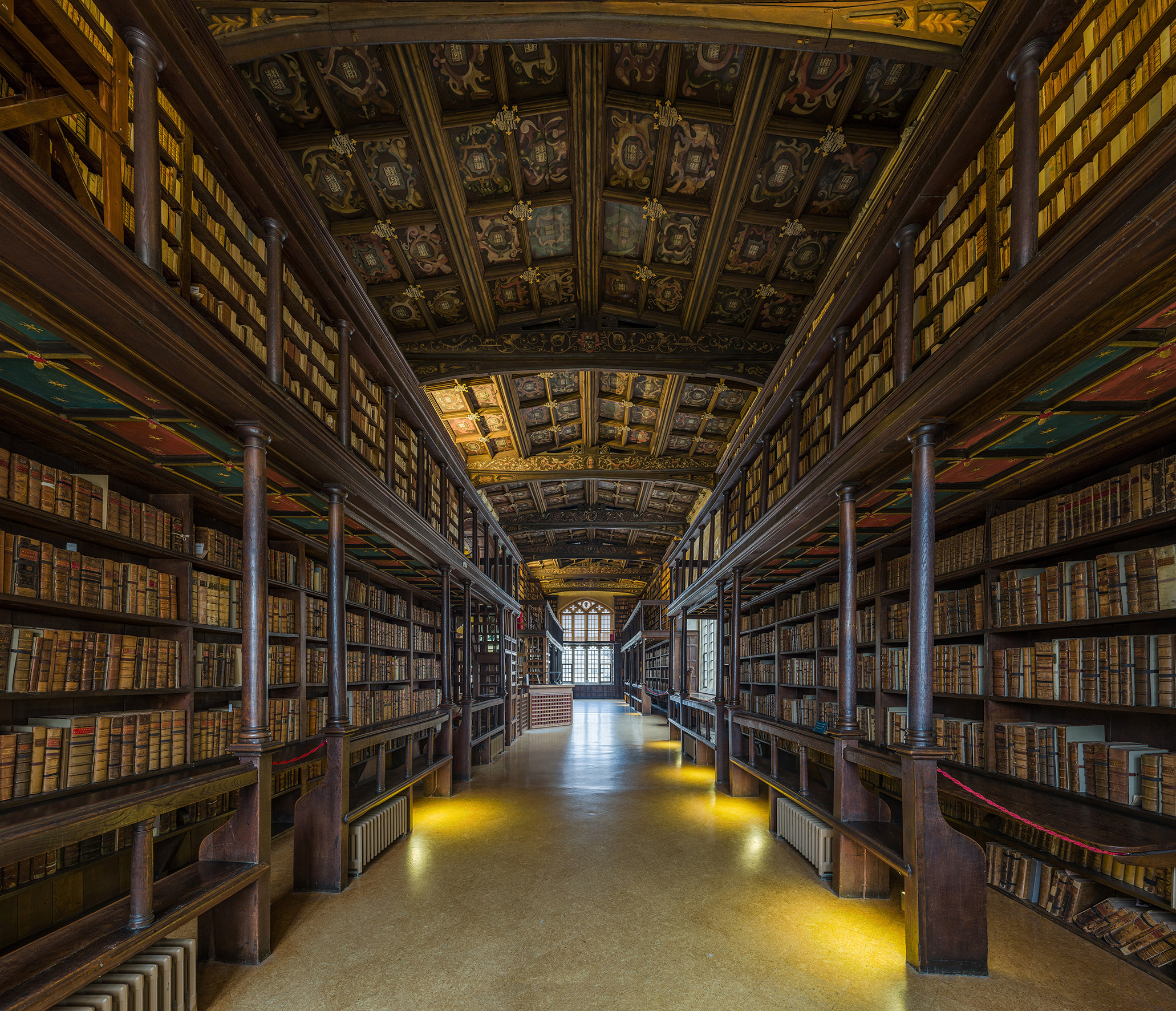
O manuscrito original está depositado na Biblioteca Bodleian da Universidade de Oxford, Inglaterra

Os seguintes dados que se têm do livro datam de junho de 1770, quando o hebraista e cónego, estudante da Bíblia e bibliotecário da Biblioteca Radcliffe de Oxford, Benjamin Kennicott, sugeriu aos administradores da biblioteca que a posse de um manuscrito da Bíblia hebraica podia dar-lhe maior prestígio à Biblioteca, e informou-os de que tinha um manuscrito nas suas mãos "muito elegante e finamente ilustrado", e que estava à venda. O livro chegara às mãos de Kennicott por meio do conde de Panmure, a quem o seu proprietário, Patrick Chalmers, lhe confiara que a adquirira em Gibraltar. Finalmente, segundo o livro de actas dos administradores de Radcliffe, em Oxford compraram "um manuscrito hebreu do Antigo Testamento" em 5 de abril de 1771, a Chalmers. Durante pouco mais de cem anos a Bíblia Kennicott permaneceu em Radcliffe, até que em 1872 foi transferida à Biblioteca Bodleiana de Oxford. Na Biblioteca de Oxford foi catalogada com o nome de Kennicott em honor ao cóengo que a descobrira 100 anos antes para servir-se do seu texto hebraico.
Inicialmente não se lhe deu muita importância ao manuscrito, já que na época não se considerava que pagasse a pena estudar a arte judia. Tudo mudou em 1923, quando a catedrática Rachel Wischnitzer publicou em Berlim um trabalho sobre ela e empregou um dos seus folios como portada, passando a ser considerada uma joia da arte judia. A partir da década de 1920 a Bíblia Kennicott passou a ser uma obra descrita e analisada repetidas vezes, publicando-se já em 1982 uma descrição detalhada realizada pelo historiador israelense Bezalel Narkiss, a historiadora da arte também israelense Aliza Cohen-Mushlin, e o também historiador israelense nado na Rússia Victor Tcherikover. Um dos principais estudiosos do manuscrito foi precisamente Narkiss, quem junto com Cohen-Mushlin, realizou uma introdução à edição facsímile do manuscrito realizada em 1985. Foi precisamente Narkiss quem se encarregou dos trabalhos de supervisão da edição Fac-símile.
Para facilitar o acesso ao manuscrito, em 2013 o Museu Judeu de Nova Iorque publicou uma edição digital da Bíblia Kennicott que pode ser consultada no @sitio web do museu. Também numa das salas do Centro de Informação Judia da Galiza, em Ribadavia, há um sistema digital que permite consultar o manuscrito página a página.
Desde 2015, a comunidade judia galega, principalmente por meio do colectivo Comunidade Judia Bnei Israel da Galiza, reclamou o regresso do manuscrito original à cidade herculina, sendo um dos assuntos tratados pela comunidade judia galega durante a visita à cidade do tesoureiro da delegação europeia da União Mundial do Judaísmo Progressista David Pollak em 2015. A Corunha conta com um exemplar fac-símile que foi adquirido pela Junta de Galiza e que se encontra exposto na Academia de Belas Artes. A Comunidade Bnei Israel defende a devolução à cidade do manuscrito fundamentando na justiça moral e histórica e o valor histórico que o livro tem para a cidade:
| “ | A comunidade judia de Galiza está convencida de que o regresso da Bíblia Kennicott não só suporia un acto de justiçaa moral e histórica, senão que também reportaria un alto valor adicionado para a cidade, por quanto aumentaria o legado histórico da Corunha. | ” |

Também a Associação Galega de Amizade com Israel (AGAI) instou à Junta de Galiza a recuperar o manuscrito e levá-lo de volta a Galiza, mas não a sua devolução à cidade herculina na que foi elaborada senão ao Museu do Povo Galego, em Santiago de Compostela:
| “ | A Bíblia judía de Galiza é sem dúvida parte sobranceira do nosso Património cultural, é já que logo, parte da nossa Memória Histórica. Demandamos do Governo galego que faça esforços para recuperar esta joia que jamais deveu deixar Galiza. O seu lugar não é Oxford, o seu lugar é o Museu do Povo Galego | ” |

Ainda que em 2015 se chegou a especular com a possibilidade de que o exemplar original fosse cedido por um tempo para ser depositado numa instituição da cidade, finalmente não se chegou a concretizar um acordo.
A Bíblia Kennicott foi um dos cem objetos selecionados pelo Conselho da Cultura Galega para fazer parte da exposição Galiza Cem, uma exposição itinerante criada com o objetivo de difundir a história e a cultura da Galiza mediante uma selecção de cem peças desde o Paleolítico até os últimos anos do século XX e que se iniciou em Santiago de Compostela em maio de 2016.

## Características

### Características gerais e caligrafia
A bíblia de Kennicott contém os cinco livros da Torá (Génese, Êxodo, Levítico, Números e Deuteronômio), os livros do Profeta e axiógrafos, assim como o tratado gramatical Sefer Mikhlol do rabino David Kimhi (também conhecido pelo seu acrónimo hebraico RaDaK, רד"ק —Rabino David Kimhi—) que foi copiado da bíblia de Cervera. O exemplar original está encadernado em pele de cabra de cor castanha com uma decoração de entre-laços geométricos, e estava protegida por um estojo de madeira.
A bíblia está escrita maioritariamente a duas colunas de 30 linhas cada uma, e o estilo de letra que empregou Ibn Zabarah para a sua redação foi a cursiva sefardita, empregando tinta castanha, numas páginas de 300 por 235 milímetros. Na elaboração da obra houve uma estreita colaboração entre calígrafo e ilustrador, perceptível ao examinar com detalhe a relação entre o texto e as iluminuras, também pode verse esta colaboração nas decorações realizadas por ibne Haim nas margens e no espaço entre as colunas, que não requereu que o escreva deixasse especiais espaços em branco.[20]
A Bíblia Kennicott distingue-se pela destacada compenetração entre o calígrafo e o ilustrador, feito com que se pode apreciar nos mútuos agasalhos que ambos se fã: Moisés procura salientar os feitos com que concernem a José, filho de Jacob, enquanto que José decora com especial primor o Salmo 90, a oração a Moisés.
A qualidade do manuscrito não passou inadvertido para os contemporâneos de Moisés Ibn Zabarah, e disseram deste manuscrito que:
| “ | ... não foi feito por um homem, senão pelo Anjo de Deus, um perfeito sábio, piedoso e santo... | ” |

O volume conserva-se num estojo de couro que pôde ser realizado pelo próprio escriba, pelo que se deduzem de uma frase críptica que figura no cólofon.

### Ilustrações

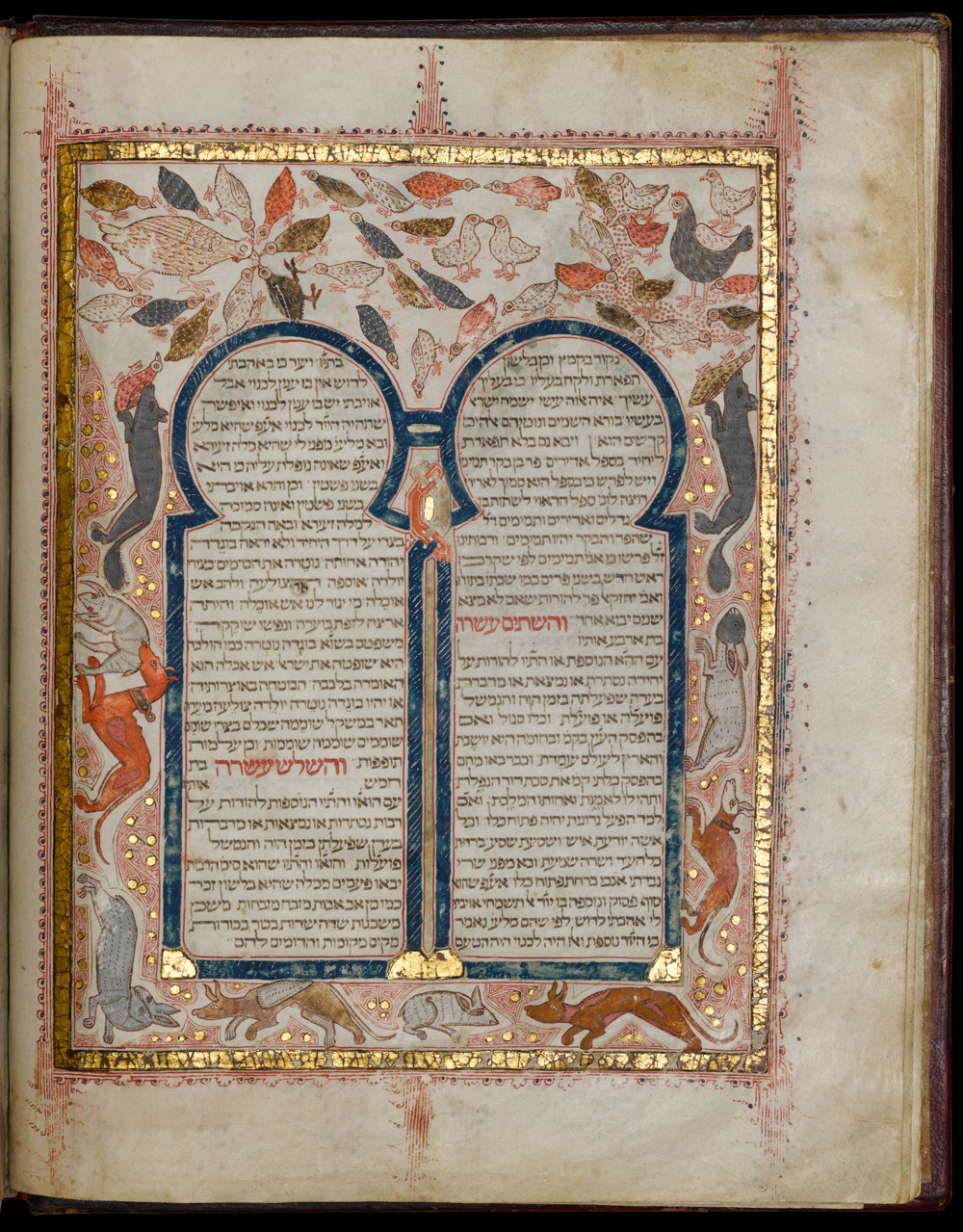
Página 7b da Bíblia Kennicott

A obra foi concebida como uma obra de arte por Ibn Zabarah, pelo que contratou para ilustrar as margens, o espaço entre as colunas e as letras capitulares, assim como para intercalar páginas maravilhosamente desenhadas, a José ibne Haim, daquela o melhor ilustrador europeu junto com o judeu alemão Joel Ben Simon. O manuscrito original, realizado em pergaminho de uma alta qualidade,[24] consta de 922 páginas de 300 por 235 milímetros das páginas 238 estão ilustradas com cores vivas e lamina de prata, com imagens ricas tanto em detalhes como em simbolismo, fazendo do manuscrito uma obra de estilo único com imagens antropomorfas e isomorfas, amais de salientar figuras muito estilizadas e mesmo abstratas, provocando estas miniaturas um efeito ornamental que aumenta com um engenhoso fundo composto por um desenho marginal de arabescos vermelhos, azuis e verdes, com detalhes de ouro ocasionais. No manuscrito, as ilustrações a folio inteiro decoram os pergaminhos acrescentados à Bíblia (os 15 primeiros e os 12 últimos) nos que expõe o compêndio gramatical para o estudante de escrita. Por sua parte, muitos dos marcos têm uma morfologia arquitetónica e apresentam ilustrações que não têm relação com o texto, e que às vezes condicionam a extensão da escrita, o que pode indicar que os marcos foram realizados com anterioridade ao texto. Contudo, é no Pentateuco onde se encontram as decorações mais engenhosas, situadas ao início de cada um dos 54 parashioth ou secções nas que está dividida a leitura semanal deste livro. Segundo Roth, na Bíblia Kennicott o adorno predomina sobre a ilustração, representando o triunfo dos convencionalismos sobre as convicções, e assinala que:
| “            | ... [José ibne Haim] prefere empregar normalmente elementos decorativos —desenhos de intricado entrelaçamento, nos que segue um tradição secular que se remonta a começos da Idade Média, grotescos, dragões, e bestas mitológicas, e muitas outras coisas pelo estilo. Tem uma grande habilidade para representar animais, especialmente passáros, nos quais mostra também um grandre amor por eles. Tem também uma série de coisas de grande entretimento, como o urso festivo tocando uma gaita, ou o ataque pelos gatos armados a um castelo defendido por ratos. En geral tem muito pouco sabor judeu neste trabralho, que é uma misturas, totalmente individual, de elementos góticos, renacentistas e mouriscos, especialmente notável pela riqueza de imagens e pela execução meticulosa. | ” |
| — Cecil Roth | |   |

Gerardo Deito, contudo, achava este convencionalismo à pouca exigência de Isaac de Braga e ao escasso talento de José ibne Haim:
| “                                      | Não existe nenhum interesse por representar com certa convição e se com convição, talvez porque Isaac de Braga não foi um comitente especialmente pontilhoso nem José ibne Haim um miniaturista de grande ofício. O seu repertório zoológico e teriomórfico é fruto da adequação das fórmulas de raiz altomedieval ao talante grotesco dos séculos tardios. | ” |
| — Gerardo Boto (tradução do original). | |   |

Os desenhos que apresenta o manuscrito combinam motivos islâmicos, cristãos e populares, e conta com 24 encabeçados de livros canónicos, 49 parashá, 27 páginas de arcadas profusamente ilustradas enquadrando o texto do Sefer Mikhlol, nove páginas de tapete, e 150 encabeçados de salmo. É frequente a utilização do recurso de moldar o corpo de animais a modo de letras, uma tradição antiga que já fora formulada nos scriptoria merovinchios a finais do século VIII, e que reaparece neste manuscrito. A decoração baseia-se em grande variedade de modelos do passado, entre eles a própria Bíblia de Cervera. Outro traço característico da Bíblia Kennicott, e que partilha também com a Bíblia de Cervera, é a inclusão de ilustrações narrativas e figurativas. Deste modo, os dois ilustradores rompem com a tradição antifigurativa característica das bíblias sefarditas.[5]
Em geral, a arte do manuscrito é profundamente mudejar que concerne do normal hispânico, o que se põe de manifesto especialmente nos arcos separados por uma só coluna que enquadram as diferentes páginas do Sefer Mikhlol que introduz o texto bíblico, sendo cada aximes diferente e um modelo original de arte mudejar hispânica. Contudo, a Bíblia Kennicott não recebeu unicamente influências sefarditas. Sheila Edmunds encontra conexões dos motivos zoomorfos do manuscrito com as ilustrações dos naipes da Europa Central, concretamente aos produzidos durante o século XV nos territórios da atual Alemanha e dos Países Baixos, que foram muito populares e influíram consideravelmente nas iluminuras de manuscritos. Edmunds assinala especialmente a presença destes elementos na decoração do texto de Kimhi e nos elaborados parashás do corpo da bíblia. Segundo Edmunds, ibne Haim teve acesso aos modelos alemães pelos contactos comerciais que existiam entre Alemanha e a comunidade judia corunhesa ou o patrão que encarregou o manuscrito.

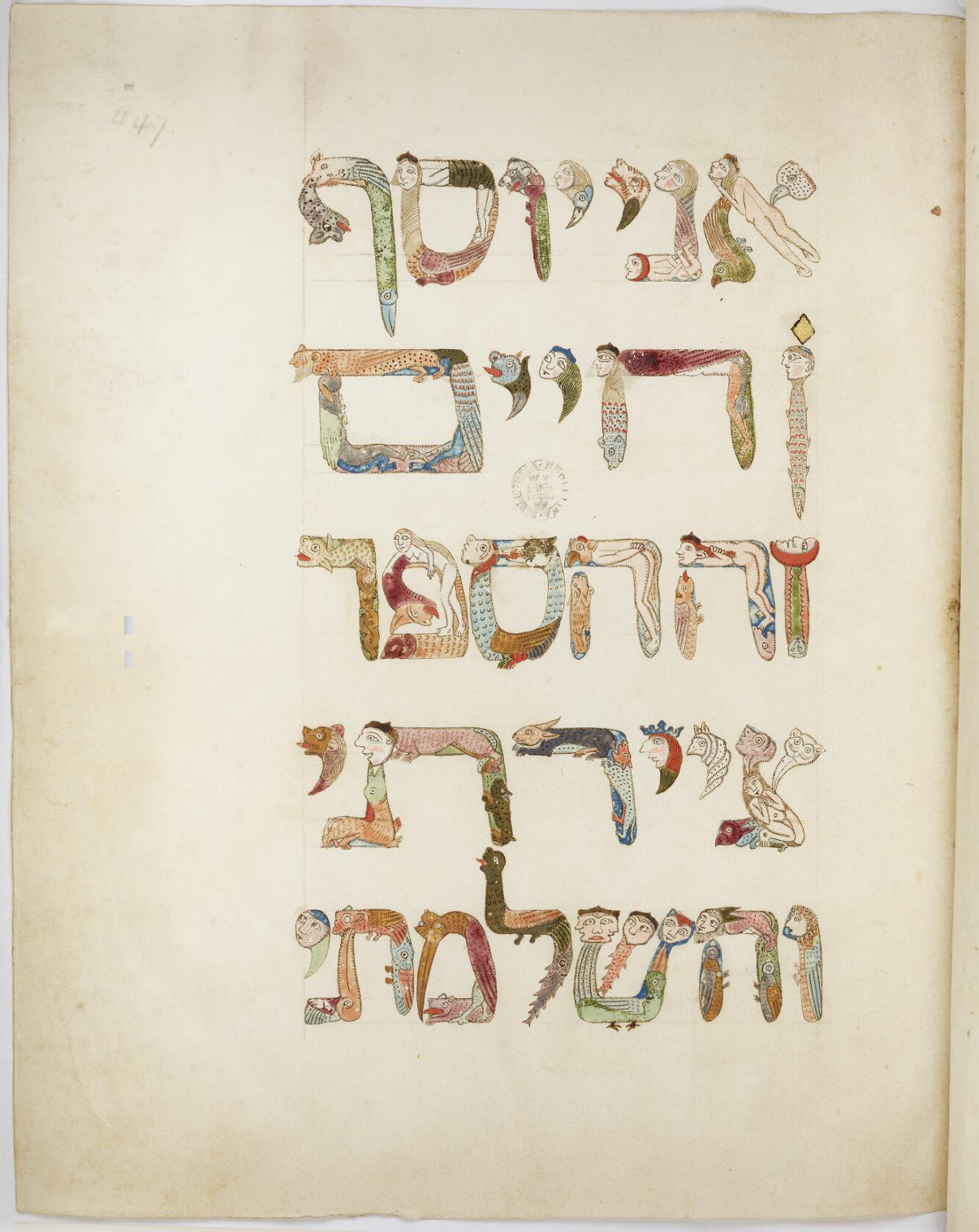
Letras zoomorfas e antropomorfas na Bíblia Kennicott

Pelo que respeita à cor, González López destaca a riqueza de brilhantes destas como característica da escola corunhesa de ilustração. Roth salienta a profusão de ouro e, em menor medida prata, que há nas margens, compostas com uma grande habilidade que segundo o autor "dão quase a sensação de ser esmalte", sem se converterem em ostentação ou vulgaridade graças ao balanço e gostos do artista, que rara vez se repete e cuida os detalhes, fazendo do manuscrito, em palavras de Roth, "uma coherente obra de arte desde o começo até o fim".
É preciso salientar, no referente às iluminuras do manuscrito, que este é testemunha de como os textos hebraicos abandonaram, possivelmente por influência do Renascimento, a tradição iconoclasta árabe, que rejeitava a representação de figuras de qualquer tipo de criatura. Segundo Roth:
| “ | As iluminuras, na total significação da verba, de manuscritos hebraicos pode surprender aos que lembram como foi interpretada, em determinadas fases da história judia, a proibição severa contra fazer qualquer "imagem gravada". Porém, na Idade Media a proibição não foi sempre executada, e alguns códices hebraicos deste tempo —a maior parte de procedência alemã e italiana— estão suntuosamente ilustrados segundo a moda dos manuscritos ordinários daquele tempo. Mais em Espanha a tradição iconoclasta musulmã teve por muito tempo uma forte influência tanto nos árabes como nos judeus. Esta é a razão da tendência dos manuscritos hebraicos espanhois a estar mais bem adornados que ilustrados com respeito ao tema (como estão os códices que não são judeus). E ainda mais, as páginas com iluminuras são a miúdo postas aos começos ou aos finais do volume, separadas do texto real, que é inviolável. Este é o caso do Códice Kennicott, no qual os principais folios com iluminuras são os quinze primeiros e os doze que vêm depois da Bíblia. | ” |

Contudo, os seus autores não se afastaram radicalmente da tradição iconoclasta árabe e procuraram uma posição moderada entre o mundo iconoclasta árabe e o cristão renascentista, que procurava as figuras humanas e animais.
A Bíblia Kennicott é, segundo Kogman-Appel, um exemplo único no contexto da decoração bíblica do século XV, caracterizada pelo estilo modesto, as escassas inovações, e um frequente retorno às tradições decorativas passadas.

### Cólofon
Um aspeto destacável da Bíblia Kennicott encontra-se no seu cólofon, onde se incluía informação sobre o escriba e as vezes sobre o vocalizador, mas que em raras ocasiões faziam menção ao artista ilustrador. Esta Bíblia constitui uma das poucas excepções, já que uma página completa está dedicada ao artista, cujo nome aparece escrito em grandes letras zoomórficas e antropomórficas. Segundo Carlos Barros, foi o próprio ilustrador quem pôs a sua própria assinatura com umas enormes letras que representam figuras de homens e mulheres despidas, animais e seres fabulosos em toda uma página do manuscrito que diz:
| “ | Eu, José ibne Haim, ilustrei e completei este livro. | ” |

O cólofon indicam-nos também a identidade do escriba que realizou a cópia e permitem-nos conhecer a data exata e o lugar de finalização da Bíblia, assim como a identidade de quem mandou realizar o trabalho. Deste modo, da mão do próprio calígrafo, sabemos que foi finalizada em 24 de julho de 1476 e o nome de Isaac, apontando a que se tratava do filho de Salomão de Braga.